# Nyege Nyege
Nyege Nyege est le nom d’un collectif d'artistes de Kampala, en Ouganda, fondé en 2013, qui promeut la musique outsider, principalement de la électronique, par des artistes africains. C’est devenu également un studio d'enregistrement, un lieu de formation, un lieu de résidences artistiques, un label et un festival de musique.
Le collectif est fondé par deux expatriés, Arlen Dilsizian et Derek Debru.
Le nom fait référence à un mot luganda décrivant « une envie soudaine et incontrôlable de danser ».

## Historique
En 2013, deux hommes, Arlen Dilsizian et Derek Debru, qui vivent à Kampala depuis quelques années, organisent une fête appelée Boutiq Electronique dans une boîte de nuit de la ville. Derek Debru, né au Burundi, a grandi en Belgique, avant de s'installer en Ouganda en 2010 pour enseigner à l'école de cinéma de Kampala. Arlen Dilsizian est un universitaire gréco-arménien (en ethnomusicologie) désormais installé à Kampala. Contrairement aux autres soirées locales, qui diffusent du dancehall, du reggae et du hip-hop grand public, Boutiq se concentre sur des genres africains comme le kuduro et le coupé-décalé. À la suite de cette soirée, un collectif d’artiste est créé sous le nom de Nyege Nyege par Arlen Dilsizian et Derek Debru pour promouvoir à la fois l’outsider music, mettre en avant des talents africains et les faire bénéficier d’une nouvelle plateforme musicale,. Ce nom fait référence à un mot luganda décrivant « une envie soudaine et incontrôlable de bouger, de se secouer ou de danser »,,.
Les artistes affiliés à ce collectif Nyege Nyege effectuent ensuite des tournées à travers l'Europe et l'Asie, jouant notamment dans des festivals tel que le CTM Festival. L'édition 2019 du Red Bull Music Festival de New York comporte une nuit dédiée au collectif, bien que les deux artistes du collectif qui devaient s'y produire aient été contraints d'annuler après que les agents des douanes leur aient refusé l'entrée aux États-Unis.
En 2014, Derek Debru fonde, toujours avec Arlen Dilsizian, le Nyege Nyege Festival (première édition en 2015) et un studio d’enregistrement appelé Boutiq Studio. Des résidences artistiques sont aussi mises en place. Fin 2016, le label Nyege Nyege Tapes (premier enregistrement diffusé en 2017) est également créé, comme une suite logique,. Le succès croissant du festival conduit, en 2019, à la création d’un deuxième label,, purement numérique, Hakuna Kulala.

## Festival
Depuis 2015, le collectif organise annuellement le Nyege Nyege Festival, devenu un événement de plusieurs jours et de plusieurs scènes dans une station abandonnée au bord de la rivière à Jinja, avec des artistes africains mais aussi européens et américains. La société de télécommunications sud-africaine MTN sponsorise le festival depuis 2017, le nom changeant, au moins officiellement, pour devenir MTN Nyege Nyege. Il réunit désormais environ 9 000 participants, une performance pour un festival de musique électronique en Afrique de l'Est. Pour des médias occidentaux tels que Le Monde, Libération, Pitchfork, Fact Magazine ou, autre exemple, Mixmag, ce festival est devenu un festival incontournable en musique électronique, le festival de référence de cette musique pour l’Afrique de l’Est. Il a contribué notamment à faire émerger une nouvelle génération de musiciennes : plus de 70 % de sa programmation sont des productrices et DJ africaines. Une édition parisienne a été lancée en 2022.
Le festival a par contre reçu des réactions négatives de la part de la droite religieuse ougandaise en raison de son affiliation à la communauté LGBT. Des pamphlets condamnant l'événement sont diffusés en 2016, et en 2018, le ministre ougandais de l'éthique tente d'annuler l'édition de l’année, affirmant que l'événement peut « compromettre l'intégrité nationale » et mettre les citoyens « en danger d'immoralité sexuelle déviante », mais son point de vue est contrecarré par le ministre de l'intérieur.

## Studio d’enregistrement et labels
En 2016, Arlen Dilsizian et Derek Debru fondent le label Nyege Nyege Tapes, s’ajoutant au studio d’enregistrement, pour publier de la musique africaine régionale et non commerciale vers un public plus large. En 2019, le collectif Nyege Nyege crée un deuxième label entièrement numérique, Hakuna Kulala, qui se concentre sur les genres club music et musique expérimentale.